# ステンシルテンプレート

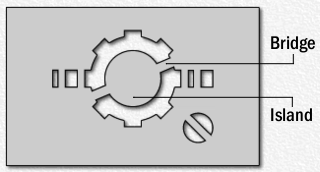
テンプレートの部品

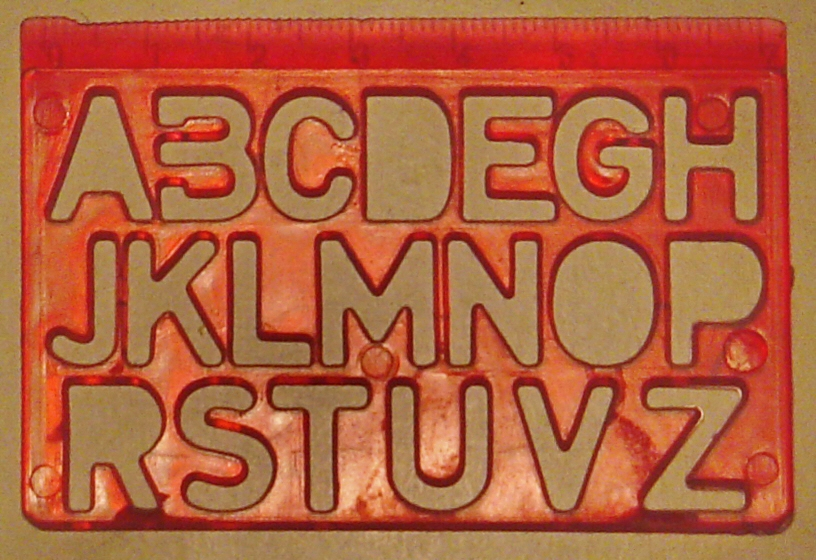
文字のテンプレート

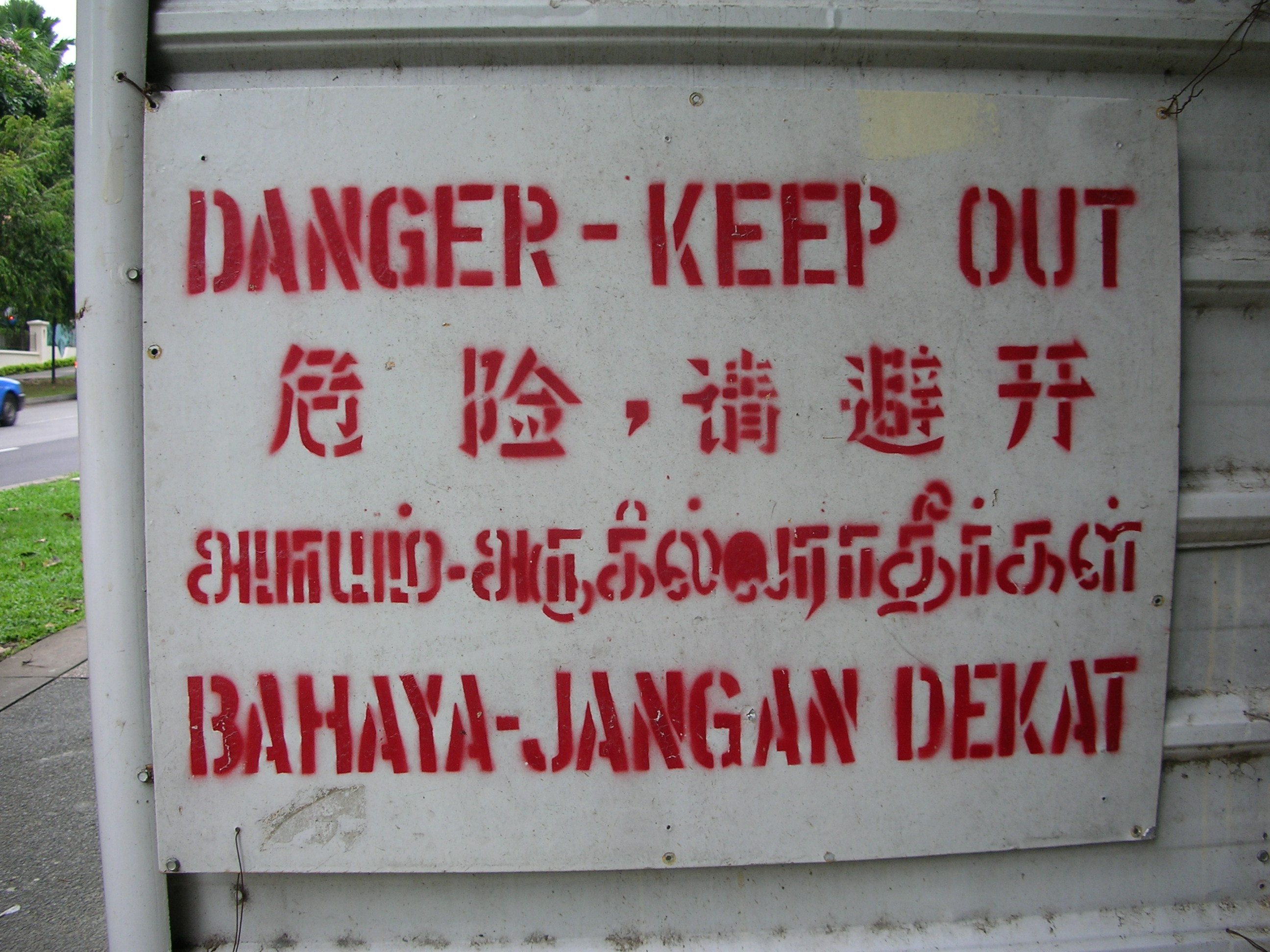
シンガポールのステンシルされた警告看板

ステンシルテンプレート（英: stencil template）は、製図やレタリングなどに使われることがある、同じ形を描くための文房具。単にテンプレート (template) とも。型板（かたいた）、型紙と訳すこともある。

## 概要
テンプレートは、文字や記号、円などの幾何学図形や簡単なイラストの形にくりぬかれている。紙などにテンプレートを当て、穴の内側を筆記具でなぞったり、あるいは上からテンプレートごと塗装したりすれば、同じ大きさ・同じ形の文字や図形を速く書くことができる。

## 製品と使用範囲
その手軽さから、文房具として100円ショップで販売されたり小学生の雑誌の付録（○年の学習など）にもよく用いられたりするほか、型染め（自作Ｔシャツから伊勢形紙まで）や、粉砂糖やココアパウダーを用いたケーキのデコレーションや、家のリフォームや工事現場でも使われたりと、使用範囲は非常に広い。プラスチックや金属などの薄い板でできていることが多いが、紙製のものもある。自作することもできる。

## 字体としてのステンシル
テンプレートによる図形や文字をステンシル (stencil) という。テンプレートがちぎれないように、完全に閉じた部分がないのが特徴である。このことから、テンプレートを使ったものに限らず、同じ特徴を持つ字体をステンシル（英語版）という。転じて、ステンシル体のアルファベットが書かれたスタンプのことをステンシルということもある。